# غاریقون
غاریقون (نام علمی: Agaricus) نام یک سرده از تیره غاریقونیان است.
قارچی است که در کتب طب سنتی و به عربی با نام های غاریقون و غاریقون ابیض نام برده شده است.

## مشخصات غاریقون
قارچی خوراکی است که روی درختان خانواده سوزنی برگ به خصوص انواعی که با نام شربین شناخته می شود، می روید. این درختان در مناطق کوهستانی آلپ، شمال ایتالیا، جنگل های سیبری و سایر جنگل های سوزنی برگ کوهستانی نیمکره شمالی می رویند. به همین دلیل این قارچ نیز در این مناطق فراوان یافت می شود. غاریقون ابیض به شکل توده سفید مخروطی شکل مدور روی تنه درختان و بیشتر روی درختان کهن ظاهر می شود و وزن آن تا یک کیلوگرم نیز می رسد. سطح خارجی آن از پوست سخت و ضخیمی پوشیده شده و روی آن لوله های کوتاه کوچک با منافذی زرد رنگ وجود دارد. پس از کندن قارچ مواد خارجی آن را جدا و تمیز کرده و قطعه قطعه می کنند و به شکل قطعات نامنظم، سفید رنگ اسفنج مانند غبارآلود در می آید و طعم آن تلخ است.

### کاربرد و خواص درمانی غاریقون
غاریقون ابیض از مسهل های قوی است ولی کمتر به عنوان مسهل مصرف می شود و به سبب تاثیر خاصی که آگاریک اسید روی انتهای عصبی غدد مولد عرق دارد و مانع ترشح می شود معمولاً برای قطع عرق های شبانه بیماران مسلول و همچنین قطع ترشح شیر استفاده می شود. در این موارد اگر به میزان 2-3 دسی گرم از گرد آن را شب در هنگام خواب بخورند معمولاً پس از 5-6 ساعت اثر آن ظاهر می شود.

### معرفی خواص درمانی غاریقون
قارچ غاریقون خوب می سوزد و اگر با شوره آغشته شود خیلی بهتر می سوزد. از نظر طبیعت طبق رای حکمای طب سنتی غاریقون کمی گرم و بیشتر خشک می باشد و معتقدند که مسهل بلغم و سودا است و برای بازکردن کوفتگی های کبد و کلیه مفید است. اگر 2 گرم آن با آب خورده شود برای بند آوردن خون و اخلاط از سینه مؤثر است و اگر 4 گرم آن با انیسون خورده شود برای تنگی نفس نافع است و اگر با 4 گرم رب شیرین بیان خورده شود، برای درد سینه و سرفه مزمن سرد بلغمی، تنگی نفس و سختی تنفس مفید است. اگر 4-5 گرم آن با آسارون و عسل سرشته و خورده شود برای خرد کردن سنگ کلیه و مثانه مفید است.